# Paweł Bernas
Paweł Bernas (ur. 24 maja 1990 w Gliwicach) – polski kolarz szosowy występujący w ekipie Mazowsze Serce Polski. Medalista mistrzostw Polski w kategoriach młodzieżowców i seniorów.
W 2012 roku zdobył tytuły wicemistrzowskie Polski w wyścigu szosowym młodzieżowców ze startu wspólnego i jeździe indywidualnej na czas młodzieżowców.
W 2013 roku, wspólnie z Kamilem Gradkiem, zdobył mistrzostwo Polski seniorów w wyścigu par elity mężczyzn. W tym samym roku, wspólnie z drużyną BDC MarcPol, wygrał także jeden z etapów wyścigu Dookoła Mazowsza.
21 marca 2015 w barwach ekipy ActiveJet Team wygrał pierwszy etap portugalskiego wyścigu GP Liberty Seguros-Trofeu Sudoeste Alentejano e Costa Vicentina. Ostatecznie ukończył wyścig na drugim miejscu w klasyfikacji generalnej i na pierwszym miejscu w klasyfikacji punktowej.
29 marca 2015 roku wygrał Dookoła Alentejo, po wygraniu czwartego etapu. W tym samym roku został brązowym medalistą mistrzostw Polski w wyścigu szosowym ze startu wspólnego.
29 czerwca 2025 wywalczył srebrny medal mistrzostw Polski w kolarstwie szosowym ze startu wspólnego elity w Dobczycach.

## Osiągnięcia
Opracowano na podstawie:

2011
- 1. miejsce w Karpackim Wyścigu Kurierów

2013
- 3. miejsce w Dookoła Mazowsza
  - 1. miejsce na 4. etapie (jazda drużynowa na czas)
- 1. miejsce w mistrzostwach Polski (jazda drużynowa na czas)
- 1. miejsce w mistrzostwach Polski (jazda parami)

2014
- 1. miejsce w Visegrad 4 Bicycle Race Grand Prix Slovakia
- 1. miejsce w Visegrad 4 Bicycle Race Grand Prix Hungary
- 2. miejsce w Małopolskim Wyścigu Górskim
- 1. miejsce na 1. etapie Tour of China I
- 2. miejsce w mistrzostwach Polski (jazda parami)
- 2. miejsce w mistrzostwach Polski (jazda drużynowa na czas)

2015
- 2. miejsce w GP Liberty Seguros
  - 1. miejsce w klasyfikacji punktowej
  - 1. miejsce na 1. etapie
- 1. miejsce w Volta ao Alentejo
  - 1. miejsce na 4. etapie
- 1. miejsce w Szlakiem Grodów Piastowskich
  - 1. miejsce na 3. etapie
- 1. miejsce w Visegrad 4 Bicycle Race Grand Prix Czech Republic
- 3. miejsce w mistrzostwach Polski (start wspólny)
- 1. miejsce w mistrzostwach Polski (jazda parami)
- 2. miejsce w mistrzostwach Polski (jazda drużynowa na czas)

2017
- 2. miejsce w Małopolskim Wyścigu Górskim
- 2. miejsce w Pucharze Uzdrowisk Karpackich
- 1. miejsce w Memoriale Stanisława Szozdy

2018
- 2. miejsce w Great War Remembrance Race
- 3. miejsce w Memoriale Stanisława Szozdy

2020
- 1. miejsce w Grand Prix Alanya
- 2. miejsce w Grand Prix Velo Alanya
- 3. miejsce w International Tour of Rhodes
- 3. miejsce w Dookoła Mazowsza
- 3. miejsce w Tour Bitwa Warszawska 1920
  - 1. miejsce w klasyfikacji sprinterskiej
- 1. miejsce na 4. etapie Giro della Regione Friuli Venezia Giulia
- 3. miejsce w mistrzostwach Polski (jazda parami)
- 1. miejsce w mistrzostwach Polski (jazda drużynowa na czas)

2021
- 1. miejsce w klasyfikacji górskiej Alpes Isère Tour
- 1. miejsce w górskich szosowych mistrzostwach Polski

## Rankingi
| Rok             | 2011 | 2012 | 2013 | 2014 | 2015 | 2016 | 2017 | 2018 | 2019  | 2020 | 2021  | 2022  | 2023 | 2024  |
| --------------- | ---- | ---- | ---- | ---- | ---- | ---- | ---- | ---- | ----- | ---- | ----- | ----- | ---- | ----- |
| World Ranking   |      |      |      |      |      | -    | 441. | 524. | 1057. | 203. | 1730. | 2288. | -    | 1883. |
| UCI Europe Tour | 353. | 546. | 556. | 73.  | 46.  | -    | 228. | 302. | 756.  | 169. | 1191. | 1436. | -    | -     |
| UCI Asia Tour   | -    | -    | -    | 56.  | -    | -    | -    | -    |       |      |       |       |      |       |
| UCI Africa Tour | -    | -    | 99.  | -    | -    | -    | -    | -    |       |      |       |       |      |       |
|                 |      |      |      |      |      |      |      |      |       |      |       |       |      |       |
| Źródło: UCI     |      |      |      |      |      |      |      |      |       |      |       |       |      |       |